# Медаль «40-летие Народной Польши»
Медаль «40-летие Народной Польши» (пол. Medal 40-lecia Polski Ludowej) — польская гражданская награда периода Народной Республики.
Была учреждена законом 26 апреля 1984 года, к сорокалетию основания Польской Народной Республики, с целью «признания заслуг трудящихся в строительстве и укреплении социалистического государства, социально-экономическом и культурном развитии». Постановлением Госсовета от 10 мая 1984 года были определены принципы награждения и описание медали.

## Условия награждения
Медалью награждались граждане «за заслуги в многолетней, выдающейся профессиональной и общественно-политической деятельности, которые за сорок лет существования Народной Республики внесли значительный вклад в строительство и укрепление социалистической государственности, экономики и культуры».
Медаль выдавалась Государственным советом по запросам министров и руководителей центральных ведомств, воевод и президентов городов Варшавы, Кракова и Лодзи, президиумов воеводских национальных советов, высших органов Польской объединённой рабочей партии, Объединённой народной партии, Демократической партии и Патриотического движения национального возрождения, а также высших органов власти, центральных союзов, ассоциаций и общественных организаций по всей стране.
Медаль вручалась с 22 июля 1984 по 22 июля 1985 года. Всего было вручено 1 217 940 штук.

## Описание награды
Медаль посеребрённый, оксидированный собой диск диаметром 32 мм. В центре аверса изображение польского орла с годами «1944» и «1984» по краям. Над орлом римская цифра «XL», а под — аббревиатура названия страны «PRL». Годы соединены с римской цифрой стилизованными колосьями, а с аббревиатурой — шестерёнками. Все элементы выпуклые. На реверсе выдавлены очертания границ Польши, в центре которых находится надпись в три строки: «WALKA / PRACA / SOCJALIZM» («Борьба, Труд, Социализм»), под надписью оливковая ветвь.
Лента шириной 32 мм выполнена в бело-красных цветах, двумя золотистыми полосами шириной 4 мм по бокам. Поверх были серебристые металлические или нашитые горизонтальные полосы шириной 2 мм с римской цифрой «XL» высотой 6 мм в центре.
Автор проекта — художник Эдвард Гороль.
Медаль носили на левой стороне груди после медали «30-летие Народной Польши».